# یواس‌اس فریزیر (دی‌دی-۶۰۷)
یواس‌اس فریزیر (دی‌دی-۶۰۷) (به انگلیسی: USS Frazier (DD-607)) یک کشتی بود که طول آن ۳۴۸ فوت ۴ اینچ (۱۰۶٫۱۷ متر) بود. این کشتی در سال ۱۹۴۲ ساخته شد.